# Вајтсвил (Кентаки)
Вајтсвил (енгл. Whitesville) град је у америчкој савезној држави Кентаки.

## Демографија
По попису из 2010. године број становника је 552, што је 80 (-12,7%) становника мање него 2000. године.
| Група             | 2000.       | 2010.       |
| Белци             | 618 (97,8%) | 526 (95,3%) |
| Афроамериканци    | 5 (0,8%)    | 3 (0,5%)    |
| Азијати           | 1 (0,2%)    | 0 (0,0%)    |
| Хиспаноамериканци | 2 (0,3%)    | 15 (2,7%)   |
| Укупно            | 632         | 552         |